# Науман, Иоганн Андреас
И́оганн А́ндреас На́уман (нем. Johann Andreas Naumann; 1744—1826) — немецкий орнитолог.

## Биография
Иоганн Андреас Науман был родом из крестьянской семьи, жившей в маленькой деревне Цибиг (Ziebigk). В возрасте 15 лет он потерял отца и ему пришлось бросить школу, чтобы помогать своей матери на земельном участке. Его отец и дедушка часто ловили птиц; сам Иоганн всегда имел при себе ружьё во время работы на поле. Он интересовался не только охотой на птиц, но также их внешним видом и поведением.
Иоганн Андреас Науман был отцом Иоганна Фридриха Наумана и Карла Андреаса Наумана, продолживших дело отца.
Коллекция птиц Науманов, которую начал собирать Иоганн Андреас Науман, а затем продолжил Иоганн Фридрих, находится сегодня в музее Науманов в Кётене. Это единственная известная коллекция естественных экспонатов в стиле бидермейер, которая сохранилась в первоначальном виде.

## Эпонимы
В честь Наумана степная пустельга получила от Иоганна Готтлиба Флейшера научное название Falco naumanni. Рыжий дрозд (Turdus naumanni) также был назван в честь Иоганна Андреаса Наумана.

## Сочинения
- Naturgeschichte der Land- und Wasservögel des nördlichen Deutschlands und angränzender Länder
- Der Vogelsteller oder die Kunst allerley Arten von Vögeln sowohl ohne als auch auf dem Vogelheerd bequem und in Menge zu fangen nebst den dahin gehörigen Kupfern und einer Naturgeschichte der bekannten und neu entdeckten Vögel, Leipzig (Schwickert) 1789
- Der philosophische Bauer oder Anleitung, die Natur durch Beobachtung und Versuche zu erforschen, 1791